# Saint-Étienne-du-Bois (Wandea)
Saint-Etienne-du-Bois – miejscowość i gmina we Francji, w regionie Kraj Loary, w departamencie Wandea.
Według danych na rok 1990 gminę zamieszkiwało 1416 osób, a gęstość zaludnienia wynosiła 48 osób/km² (wśród 1504 gmin Kraju Loary Saint-Etienne-du-Bois plasuje się na 427. miejscu pod względem liczby ludności, natomiast pod względem powierzchni na miejscu 299.).